# Conflicte lingüístic valencià

Conflicte lingüístic valencià: substitució lingüística i ideologies diglòssiques (en catalan ; littéralement « Conflit linguistique valencien : substitution linguistique et idéologies diglossiques ») est un essai du sociolinguiste valencien Rafael Lluís Ninyoles publié en 1969 par Tres i Quatre. Il est considéré comme un ouvrage de référence en sociolinguistique.

## Présentation
Dans cet essai, l'auteur s'attache à analyser les mécanismes qui ont conduit au Pays valencien à la dévalorisation puis à la marginalisation du catalan au profit du castillan. Selon Ninyoles, le processus s'est déroulé en trois grandes étapes : une première phase de diffusion dans une « direction horizontale et sélective », engagée dès le XVIe siècle, lors du vice-règne de Germaine de Foix sur la couronne d'Aragon, accentuée à la suite de la défaite des Germanías en 1523, au cours de laquelle l'aristocratie valencienne adopte le castillan comme signe de distinction prestigieux, suivie à partir du XIXe siècle d'une seconde phase de diffusion « descendante spontanée » où la langue se diffuse dans l'ensemble de la classe dominante et bureaucratique, et enfin une troisième phase de diffusion « coactive », fruit de la « politique assimilitioniste [menée] surtout au cours de la deuxième moitié du XXe siècle »,, se caractérisant par un bilinguisme généralisé de tous les catalanophones et l'amorce d'un processus de substitution.
Dans son essai, Ninyoles met également en évidence l'existence d'« idéologies diglossiques », et notamment la « fiction » ou le « mythe du bilinguisme », représentation très diffusée dans la population qui opère une confusion entre la situation des comarques intérieures de la région, qui parlent un castillan autochtone, proche de l'aragonais, implanté lors du processus de colonisation qui a suivi la conquête du royaume de Valence au XIIIe siècle, et celle des régions catalanophones, où le castillan est issu d'un modèle importé de la cour de Castille, qui a pour effet de masquer le processus d'assimilation en cours, tout comme les discussions ou controverses relatives au nom de la langue (« catalan » ou « valencien »), à ses origines ou à ses relations avec les autres variétés de la langue catalane,,,.
Un autre aspect mis important de l'essai de Ninyoles est son analyse du sentiment de « haine de soi » (autoodii) qu'il attribue aux Valenciens, qui explique l'acceptation généralisée de la diglossie dans la population. Ninyoles s'essaie à une profonde critique du pittoresque autochtone, qu'il caractérise en termes  pathologiquese en parlant d'une forme d'autisme collectif. Des termes repris par Josep Vicent Marqués dans son essai País perplex (1973), qui englobe ces formes « autistiques » dans une tendance au « narcissisme ».
L'essai est considéré comme l'un des textes fondateurs de la sociolinguistique catalane,. Ninyoles introduit le concept de diglossie pour l’appliquer aux langues vernaculaires d'Europe et fait en cela figure de précurseur. Il influencera notamment l'école sociolinguistique occitane qui mettra à profit des positions méthodologiques voisines,,,,.